# Jeneverbesmot
De jeneverbesmot (Dichomeris marginella) is een vlinder uit de familie van de tastermotten (Gelechiidae). De spanwijdte van de vlinder bedraagt tussen de 14 en 16 millimeter. De soort komt verspreid over Europa voor. De rups overwintert.

## Waardplanten
De jeneverbesmot heeft de jeneverbes als waardplant. De rups maakt een spinsel, waarin ook de verpopping plaatsvindt.

## Voorkomen in Nederland en België
De jeneverbesmot is in Nederland een algemene en in België een niet zo algemene soort. De soort kent één jaarlijkse generatie, die vliegt van halverwege mei tot halverwege augustus.

## Synoniemen
- Tinea fimbriella Thunberg, 1788